# Joseph Vella
Joseph Vella (* 9. Januar 1942 in Victoria bzw. Rabat, Gozo; † 25. Februar 2018 ebenda) war ein maltesischer Komponist und Dirigent.

## Leben
In der Hauptstadt Victoria (arabisch Rabat, maltesisch Ir-Rabat Għawdex) der maltesischen Insel Gozo geboren, absolvierte Joseph Vella eine Lehrerausbildung am St. Michael’s Teachers Training College. Musik studierte er zunächst bei seinem Vater, dann am Londoner Royal College of Music und an der University of Durham. Später setzte er seine Studien in Komposition bei Franco Donatoni und Dirigieren bei Franco Ferrara in Siena fort.
Vella hatte zahlreiche Funktionen im maltesischen Musikleben inne. 1970–1982 war er Direktor der Maltese Choral Society, mit der er u. a. Mozarts Requiem, Beethovens Neunte Sinfonie,  Orffs Carmina Burana, Brittens Ballad of Heroes, Bruckners Te Deum und Bernsteins Chichester Psalms einstudierte. Er zählte zu den zentralen Persönlichkeiten für die Entwicklung des Chorgesangs auf Malta. Ebenfalls 1970 wurde er musikalischer Leiter des Astra Operntheaters, wo er insbesondere Produktionen aus dem italienischen Repertoire des 19. und frühen 20. Jahrhunderts betreute (Donizetti, Ponchielli, Verdi, Puccini). Seit demselben Jahr bis zu seinem Tod war er Direktor der Soċjetà Filarmonika La Stella von Victoria. Für 40 Jahre war er Direktor des Orchester der Socjeta’ San Pawl Banda Konti Ruggieru. Zudem war er erster Chefdirigent des Malta Philharmonic Orchestra. 1975 gründete er in Valletta die Johann Strauss School of Music. Als Dirigent wie als Publizist setzte er sich auf Malta und im Ausland vielfältig für die maltesische Musik früherer Jahrhunderte und der Gegenwart ein. 1994 erhielt er eine Berufung als außerordentlicher Professor für Musikstudien an der Universität Malta in Msida.
Vella war verheiratet, er hatte die Söhne Alan und Nikki sowie zwei Enkelkinder. Am 24. Februar 2018 übergab Vella seinen Vorlass (nunmehr Nachlass) offiziell dem Museum „Il-Ħaġar – Heart of Gozo Museum and Cultural Centre“, das am 25. Februar eine Ausstellung zu seinem Leben und Werk eröffnete. Am selben Tag verstarb Joseph Vella im Allgemeinen Krankenhaus von Victoria auf Gozo. Die feierliche Verabschiedung fand am 3. März 2018 in der St.-Georgs-Basilika von Victoria statt. 2020 erfolgte eine Gedenkausstellung im „Il-Ħaġar – Heart of Gozo Museum and Cultural Centre“.
Joseph Vella ist nicht zu verwechseln mit dem Musikwissenschaftler und Autor zahlreicher Publikationen zur maltesischen Musik Joseph Vella Bondin (1934–2024).

## Werke
Vellas kompositorisches Schaffen umfasst 154 mit Opuszahlen katalogisierte Werke vom Instrumentalstück und Lied bis zur Sinfonie und rund ebenso viele kleinere Stücke, die nicht nummeriert wurden (liturgische Stücke, Hymnen, Märsche, Musik für Blasorchester usw.). Ein vollständiges Werkverzeichnis befindet sich auf der Website Joseph Vella. Viele seiner Stücke sind auf Compact Disc erschienen.